# Carrhotus piperus
Espèce
Carrhotus piperus est une espèce d'araignées aranéomorphes de la famille des Salticidae.

## Distribution
Cette espèce est endémique du Tamil Nadu en Inde,. Elle se rencontre dans le district de Dindigul.

## Description
Le mâle holotype mesure 5,10 mm.

## Systématique et taxinomie
Cette espèce a été décrite par Caleb et Sampathkumar en 2024.

## Publication originale
- Caleb & Sampathkumar, 2024 : « A new species of Carrhotus Thorell, 1891 (Araneae: Salticidae) from India. » Journal of Insect Biodiversity and Systematics, vol. 10, no 4, p. 747-754.